# هاتي ماكدانيال
هاتي ماكدانيال (بالإنجليزية: Hattie McDaniel)‏ (10 يونيو 1895 - 26 أكتوبر 1952) هي ممثلة مسرحية ومغنية وكاتبة أغاني وممثلة كوميدية أمريكية. اشتهرت بدور «مامي» في فيلم «ذهب مع الريح» (1939)، والذي فازت عنه بجائزة الأوسكار لأفضل ممثلة مساعدة، وهي أول جائزة أكاديمية يفوز بها فنان أمريكي من أصل أفريقي.
بالإضافة إلى تمثيلها في العديد من الأفلام، كانت ماكدانيال أيضا مؤدية إذاعية ونجمة تلفزيونية. كانت أول امرأة سوداء تغني على الراديو في الولايات المتحدة. ظهرت في أكثر من 300 فيلم رغم أن اسمها لم يسجل إلا على نحو 80 فيلما منها أو ما يقارب.

## بدايات حياتها ومسيرتها
ولدت ماكدانيال لأبوين من العبيد السابقين في 10 يونيو 1895 في ويتشيتا بولاية كانساس. كانت الأصغر بين 13 طفلاً. والدتها هي سوزان هولبرت (1850-1920)، وهي مغنية للموسيقى الدينية، ووالدها هو هنري ماكدانيال (1845-1922) وقاتل في الحرب الأهلية مع فرقة الملونين في جيش الاتحاد رقم 122. انتقلت العائلة إلى كولورادو في عام 1900، حيث عاشت أولاً في فورت كولينز ثم في دنفر، وتخرجت هاتي من مدرسة دنفر إيست الثانوية. لعب شقيقها سام ماكدانيال (1886-1962) دور الخادم في الفيلم القصير Heavenly Daze من بطولة المهرجين الثلاثة الذي أنتج عام 1948. كانت شقيقتها إيتا ماكدانيال ممثلة أيضا.
كانت هاتي كاتبة أغاني ومغنية. وشحذت مهاراتها في تأليف الأغاني أثناء عملها مع العرض الجوال الذي يديره شقيقها. توفي شقيقها أوتيس في عام 1916 وبدأت الفرقة تخسر، ولم تنل هاتي حظها إلى الشهرة حتى عام 1920. ثم ظهرت في الفترة من 1920 إلى 1925 مع فرقة ميلودي هاوندز من إدارة البروفيسور جورج موريسون، وهي فرقة فنية جوالة من السود. بدأت مسيرتها في الراديو في منتصف عقد 1920 وغنت مع ميلودي هاوندز على محطة KOA في دنفر. وسجلت العديد من أغانيها في الفترة من 1926 إلى 1929 على أوكيه ريكوردز وباراماونت ريكوردز في شيكاغو. سجلت هاتي ماكدانيال في سبع جلسات: واحدة في صيف عام 1926 على علامة كانساس سيتي النادرة، ميريت ريكوردز. أربع جلسات في شيكاغو على أوكيه من أواخر 1926 إلى أواخر عام 1927 (أصدرت أربع أغاني فقط لها من أصل عشرة)، وجلستين في شيكاغو لباراماونت في مارس 1929.
بعد انهيار سوق الأسهم في عام 1929، لم تعثر ماكدانيال على عمل إلا كمنظفة مغسل ونادلة في نادي مدريد في مدينة ميلووكي. تردد مالك النادي في السماح لها بالغناء، إلا أنه سمح لها في النهاية وأصبحت تغني في النادي بشكل منتظم.
انتقلت ماكدانيال إلى لوس أنجلوس في عام 1931 للانضمام إلى شقيقها وشقيقتيها. ولكنها لم تجد عملا في الأفلام فعملت كخادمة أو طباخة. كان سام يعمل على برنامج إذاعي في محطة KNX وتمكن من منح أخته فرصة الظهور على البرنامج. وكانت تؤدي دور خادمة متسلطة. أصبح برنامجها مشهورًا، لكن راتبها كان منخفضًا جدًا لدرجة أنها اضطرت لمواصلة العمل كخادمة.
قدمت هاتي أول ظهور سينمائي لها كان في فيلم The Golden West عام 1932 حيث لعبت دور خادمة. كان ظهورها الثاني في فيلم ماي وست الذي حقق نجاحًا كبيرًا، وهو فيلم I'm No Angel عام 1933، والذي لعبت فيه دورًا إحدى الخادمات الزنجيات اللواتي كن يعشن مع ويست خلف الكواليس. وتلقت العديد من الأدوار السينمائية الأخرى دون تسجيل اسمها في أوائل ثلاثينيات القرن العشرين، وغالبًا ما كانت تغني في الجوقات.
انضمت ماكدانيال إلى نقابة ممثلي الشاشة في عام 1934. بدأت تجذب الانتباه ونالت أدوارًا أكبر في الأفلام وتم وضع اسمها على الشاشة. وقعت شركة فوكس للأفلام معها عقدا لتظهر في فيلم The Little Colonel عام 1935 مع شيرلي تيمبل وبيل «بوجانغلز» روبنسون ولايونيل باريمور.
كان فلم Judge Priest عام 1934 من إخراج جون فورد وبطولة ويل روجرز، هو أول فيلم لعبت فيه دورًا كبيرًا. كان دورها رئيسيا في الفيلم وأظهرت فيه موهبتها الغنائية، وغنت في ثنائي مع روجرز.
لعبت ماكدانيال أدوارًا بارزة في عام 1935، مثل خادمة رثة الثياب في فيلم أليس آدمز (آر كي أو). دور كوميدي كخادمة جان هارلو ورفيقة سفرها في China Seas (إم جي إم) (أول فيلم لماكدانيال مع كلارك غيبل)؛ وخادمة إيزابيلا في فيلم Murder by Television مع بيلا لوغوسي. وظهرت في فيلم Vivacious Lady عام 1938 من بطولة جيمس ستيوارت وجنجر روجرز.
لعبت ماكدانيال دور كويني في فيلم Show Boat من إنتاج يونيفرسال عام 1936، من بطولة ألان جونز وآيرين دان، حيث غنت مقطعا من أغنية Can't Help Lovin' Dat Man مع دان وهيلين مورغان وبول روبسون وجوقة سوداء. كما غنت هي وروبسون أغنية "I Still Suits Me"، والتي ألفها جيروم كيرن وأوسكار هامرستاين الثاني خصيصا للفيلم.
كانت لها أدوار رئيسية أخرى في ساراتوجا عام 1937، وبطولة جان هارلو وكلارك غيبل. The Shopworn Angel عام 1938، مع مارغريت سولافان؛ The Mad Miss Manton عام 1938، من بطولة باربارا ستانويك وهنري فوندا. كان لها دور ثانوي في فيلم Nothing Sacred من يطولة كارول لومبارد وفريدريك مارش عام 1937، والذي لعبت فيه دور زوجة ملمع أحذية (تروي براون) متنكر بهيئة سلطان.
كان ماكدانيال صديقة لعديد مشاهير نجوم هوليوود مثل جوان كراوفورد وتالولاه بانكهيد وبيت ديفيس وشيرلي تمبل وهنري فوندا ورونالد ريغان وأوليفيا دي هافيلاند وكلارك غيبل. ورافقت دي هافيلاند وغيبل في فيلم ذهب مع الريح (1939). إلا أنها تعرضت لانتقادات من قبل مجتمع السود بسبب الأدوار التي كانت تقبلها. على سبيل المثال، لعبت في فيلم The Little Colonel دور أحد الخدم السود الذين رغبوا بعودة الجنوب القديم، لكن تصويرها لدور مالينا في فيلم «أليس آدامز» أغضب جمهور الجنوب الأبيض لأنها سرقت عدة مشاهد من نجمة الفيلم البيضاء، كاثرين هيبورن. أصبح ماكدانيال معروفة بلعب دور الخادمة الجريئة.

### ذهب مع الريح
كانت المنافسة على دور «مامي» في فيلم «ذهب مع الريح» شديدة بما يماثل المنافسة على دور «سكارليت أوهارا». كتبت السيدة الأولى إليانور روزفلت رسالة لمنتج الفيلم ديفيد أوه سيلزنيك تطلب فيها أن يعطي الدور لخادمتها إليزابيث ماكدافي. لم تكن ماكدانيال تعتقد أنها ستنال الدور لأنها اشتهرت أصلا كممثلة فكاهية. زعمت إحدى المصادر أن كلارك غيبل أوصى بأن يعطى الدور لها. ولكنها ذهبت لتقدّم اختبار الأداء ترتدي زي خادمة وفازت بالدور.
سمعت الجمعية الوطنية للنهوض بالملونين بمشروع اقتباس الرواية الناجحة وكافحت بشدة لتطالب المنتج والمخرج بحذف الأوصاف العنصرية من الفيلم وتغيير المشاهد التي قد تكون مثيرة للجدل والتي كانت غير دقيقة تاريخيا من وجهة نظرهم. ومن بين ما شكل مصدر قلق لهم هو مشهد من الرواية حيث يهاجم رجال سود سكارليت أوهارا، ثم تأتي جماعة كو كلوكس كلان كمنقذين. حيث تم إعدام الرجال السود وقتها في جميع أنحاء الجنوب بعد اتهامهم كذبا بأنهم اعتدوا على نساء بيض.
تم اختيار مسرح لوز غراند في شارع بيتشتري في مدينة أتلانتا من قبل الاستوديو كموقع للعرض الأول للفيلم يوم الجمعة 15 ديسمبر 1939. طلب رئيس الاستوديو ديفيد سيلزنيك أن يُسمح لماكدانيال بالحضور، ولكن إم جي إم نصحته بالعدول عن هذا بسبب قوانين الفصل العرقي في جورجيا (قوانين جيم كرو). هدد كلارك غيبل بمقاطعة العرض الأول في أتلانتا ما لم يسمح لماكدانيال بالحضور، لكنها أقنعته بالحضور بأي حال.
احتشد معظم سكان أتلانتا البالغ عددهم 300,000 نسمة في طريق موكب السيارات الذي يبلغ طوله سبعة كيلومترات والذي حمل نجوم الفيلم والمدراء التنفيذيين الآخرين من المطار إلى فندق جورجيا تيراس حيث أقاموا. لم تحضر ماكدانيال هذا العرض، ولكنها دخلت العرض الأول في هوليوود في 28 ديسمبر 1939. وتم منحها دعاية كبيرة بعد إصرار سيلزنيك.
لعبت ماكدانيال دور الأمة التي كانت توبخ ابنة مالكها، سكارليت أوهارا (فيفيان لي)، وتسخر من ريت بتلر (كلارك غيبل)، وفازت بجائزة الأوسكار لأفضل ممثلة مساعدة عام 1940، لتكون أول من يترشح وينال جائزة الأوسكار بين الأمريكيين السود. وقال ماكدانيال عندما تحدثت للصحافة البيضاء عن الشخصية «أحببت مامي. أعتقد أنني فهمتها لأن جدتي عملت في مزرعة لا تختلف عن مزرعة تارا». وقد أثار دورها انتباه بعض البيض في الجنوب الذين شكوا بأنها «رفعت الكلفة» مع مالكيها البيض. أشار كاتب واحد على الأقل إلى أن شخصية مامي التي قدمتها ماكدانيال لم تنحرف كثيرا عن شخصية مامي في رواية مارغريت ميتشل، ففي كل من الفيلم والكتاب، تتحدث سكارليت الأصغر سنًا مع مامي بطريقة قد لا تعتبر مناسبة لمراهقة جنوبية إذا تحدثت إلى شخص أبيض أكبر منها، ولا يلمح الكتاب أو الفيلم إن كان لمامي أطفال أو عائلة (أموات أو أحياء)، أو اسمها الحقيقي، أو إن كانت ترغب بشيء آخر غير الحياة في تارا والخدمة في مزرعة العبيد. علاوة على ذلك، فإنها لا ترد على السيدة أوهارا أم سكارليت أبداً.  شعر بعض المنتقدين أن ماكدانيال لم تقبل الدور فقط بل تقبلت أيضا القوالب النمطية في هوليوود، حيث قدمت وقودا لمنتقدي حركات الحقوق المدنية.  حاولت ماكدانيال لاحقا أن تؤدي شخصية «مامي» في العروض الجوالة، ولم يتقبلها جمهور السود.
في حين أن العديد من السود كانوا سعداء بفوز ماكدانيال، فقد نظروا إلى هذا الفوز أيضًا على أنه حلو ومر في آن. كانوا يرون أن فيلم ذهب مع الريح يمجد نظام العبودية ويدين القوى التي دمرته. بالنسبة لهم، فإن فوز ماكدانيال دلّ على أن أولئك الذين لم يحتجوا على استخدام هوليود للصور النمطية العنصرية هم وحدهم الذين يمكنهم العثور على عمل والنجاح هناك. 

### حفل الأوسكار عام 1940
أقيم حفل توزيع جوائز الأوسكار الثاني عشر في مطعم كوكونت جروف بفندق أمباسادور في لوس أنجلوس. وقد سبقته مأدبة في نفس الغرفة. كتبت الصحفية لويلا بارسونز عن ليلة الأوسكار 29 فبراير 1940:
نالت هاتي ماكدانيال جائزة الأوسكار الذهبية عن أداءها الرائع بدور «مامي» في فيلم «ذهب مع الريح». لو شاهدتم وجهها عندما صعدت إلى المنصة وأخذت الجائزة الذهبية، لدهشتم جميعا وهي تتقدم بشعرها المزين بزهر الغردينيا، ووجهها المشرق، ولباسها الذي يناسب ذوق ملكة، حيث قبلت الشرف بخطاب راقي قدمته على أرضية الأكاديمية.
| هاتي ماكدانيال                                                                        | "أكاديمية الفنون والعلوم السينمائية، زملائي الأعضاء في صناعة الأفلام السينمائية والضيوف الكرام: هذه واحدة من أسعد لحظات حياتي، وأريد أن أشكر كل واحد منكم لدوره في اختياري لجائزتهم وللطفكم. لقد جعلتني أشعر بالتواضع. وسأحتفظ بها دائمًا كمنارة لأي شيء قد أقوم به في المستقبل. أتمنى بصدق أن أكون دائمًا مصدر فخر لعرقي ولصناعة السينما. قلبي مليء بالمشاعر ولا أقدر على إخباركم بما أحس به، ويمكنني أن أقول شكرا لكم وليبارككم الله". | هاتي ماكدانيال |
| — من خطاب قبول ماكدانيال للجائزة، جوائز الاوسكار السنوية الثانية عشر، 29 فبراير، 1940 | |                |

كانت جائزة ماكدانيال على شكل لوحة بأبعاد حوالي 5.5 بوصات (14 سم) في 6 بوصات (15 سم)، وهو النوع الذي تلقاه الفائزون والفائزات بفئات التمثيل المساعد في ذلك الوقت. جلست ماكدانيال مع مرافقها على طاولة منفصلة لشخصين في الجانب الآخر للغرفة. كما جلس وكيلها الأبيض، وليام ميكلجون، على نفس الطاولة. كانت لدى الفندق سياسة صارمة بعدم دخول السود، لكنه سمح لماكدانيال بالدخول.

## مسيرتها اللاحقة
في فيلم "In This Our Life" من إنتاج وارنر براذرز عام 1942، من بطولة بيت ديفيس وإخراج جون هيوستن، لعبت ماكدانيال دور الخادمة مرة أخرى، لكنها تواجه المشاكل العنصرية عندما يتهم ابنها، وهو طالب في القانون، بالقتل الخطأ.
في العام التالي، مثلت ماكدانيال في فيلم Thank Your Lucky Stars مع همفري بوجارت وبيت ديفيس. كتبت مجلة تايم في تقييمها للفيلم أن ماكدانيال كانت ترويحا كوميديا في «دراما قاتمة للمجتمع».
استمرت ماكدانيال بلعب دور الخادمة خلال سنوات الحرب، في فيلم The Male Animal (عام 1942) من إنتاج وارنر برذرز، وفيلم «منذ أن رحلت» (عام 1944) من إنتاج يونايتد أرتيستس، وكذلك فيلم «أغنية الجنوب».

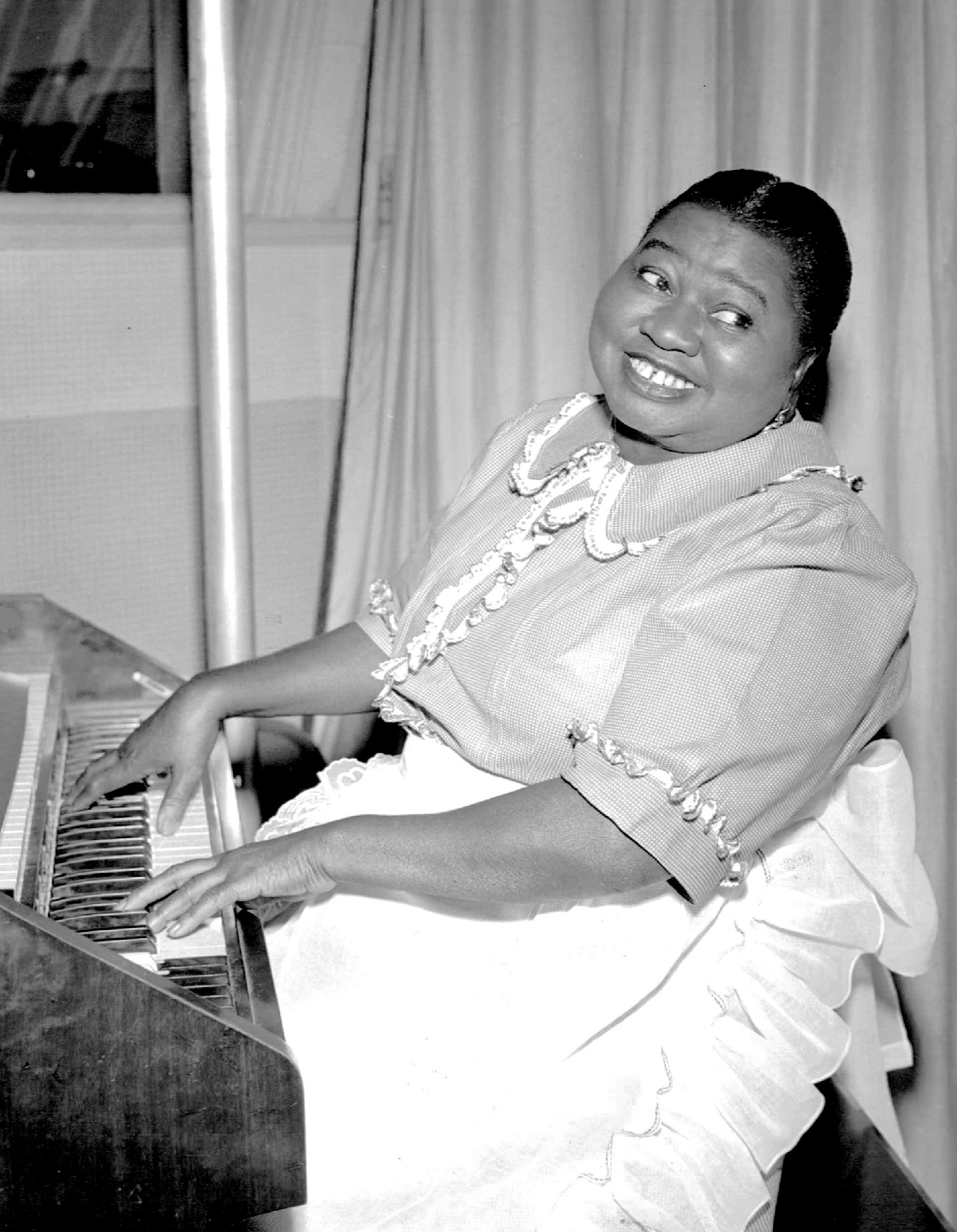
ماكدانيال بدور بيولا في عام 1951، السنة التي سبقت وفاتها

آخر فيلمين تظهر فيهما كانا فيلم ميكي (1948) وفيلم شهر عسل العائلة (1949)، حيث ظهرت في نفس العام على برنامج إد وين المباشر على سي بي إس. وظلت نشطة في الإذاعة والتلفزيون في سنواتها الأخيرة، لتصبح أول أمريكية سوداء تقدم برنامجها الإذاعي الخاص في مسلسلها الكوميدي الإذاعي «بيولا». كما لعبت دور البطولة في النسخة التلفزيونية من المسلسل على ABC، وحلت محل إثيل ووترز بعد الموسم الأول. (يبدو أن ووترز لم ترتح للقوالب النمطية في الدور). نجح مسلسل بيولا وكانت ماكدانيال تجني 2,000 دولار في الأسبوع. لكن العرض كان مثيرا للجدل، وأوقف جيش الولايات المتحدة بثه في آسيا في عام 1951 لأن القوات اشتكت من أنه يعرض صورا نمطية سلبية عن الرجال السود بأنهم كسالي وأثر في قدرة قوات السود على أداء مهامها. إلا أن ماكدانيال علمت أنها مصابة بسرطان الثدي بعد تصوير مجموعة من الحلقات. وبحلول ربيع 1952، كانت مريضة للغاية ولم تستطع العمل وتم استبدالها بالممثلة لويز بيفرز.

## قضية شوغار هيل
شاركت ماكدانيال مع ملاك المنازل السود في تنظيم سكان حي «ويست آدامز» من السود الذين أنقذوا منازلهم. مثل لورين ميلر، وهو محامي ومالك صحيفة «كاليفورنيا إيجل»، أصحاب المنازل من الأقليات في قضيتهم. وفي عام 1944، فاز ميلر بقضية فيرتشايلد ضد رينرز، وهو قرار لصالح عائلة سوداء في باسادينا بكاليفورنيا، حيث اشترت قطعة أرض في مكان غير مقيد عرقيا ولكن تمت مقاضاتهم من قبل الجيران البيض.
ذكرت مجلة تايم، في عددها الصادر في 17 ديسمبر 1945، قصة الحي:
"كان حي ويست آدامز واسعا وجميلا ومقصد معظم الأرستقراطيين في لوس أنجلس. وفي عام 1938، بدأ الزنوج بالانتقال للقصور القديمة هناك بعد أن قدم أغلبهم 15,000 دولار مقابل الحصول على عقار. كان العديد منهم من صناع الأفلام، مثل الممثلات لويز بيفرز وهاتي مكدانيل وإيثيل ووترز وغيرهن. وحسّنوا هذه الممتلكات وحافظوا عادات المكان، وسرعان ما كسبوا تسامح معظم جيرانهم البيض وأكثر من هذا.
لكن بعض البيض رفضوا هذا الوضع، وأشاروا إلى اتفاق التقييد العرقي الأصلي التي أتى مع بناء الحي في عام 1902 والذي فرض قيودًا على «غير القوقازيين» على امتلاك العقارات. وحاولوا فرضه طوال سبع سنوات لكنهم فشلوا. ثم ذهبوا إلى المحكمة.
قرر القاضي ثورموند كلارك زيارة الأرض المتنازع عليها المعروفة باسم "Sugar Hill". وفي صباح اليوم التالي، حكم القاضي كلارك ببطلان القضية. كان سبب ذلك برأيه: «لقد حان الوقت ليُمنح الزنوج، دون تحفظات أو مراوغات، حقوقهم الكاملة التي ضمنها التعديل الرابع عشر للدستور الفدرالي. لقد تجنّب القضاة القضية الحقيقية لفترة طويلة جدًا».
قالت هاتي ماكدانيال: «لا يمكن للكلمات أن تعبر عن تقديري».
كانت ماكدانيل قد اشترت منزلها المكون من طابقين و 17 غرفة في عام 1942. احتوى المنزل على غرفة معيشة كبيرة وغرفة لتناول الطعام وغرفة للرسم ومغسلة للخادم الشخصي ومطبخ ومكتبة وأربع غرف نوم وسرداب. كانت ماكدانيال تقيم حفلة هوليوودية سنوية. كان كلارك جابل يحضر حفلاتها دائما.

## الجدل حول الأدوار
واجهت ماكدانيال انتقادات متزايدة مع نمو شهرتها من بعض المجتمعات السوداء. اشتكت مجموعات مثل الجمعية الوطنية للنهوض بالملونين من أن القوالب النمطية في هوليوود لا تقتصر على تقييد السود في أدوار الخدم فحسب، بل كثيرا ما تصوِّر السود على أنهم كسالى أو حمقى أو عنيفين أو راضين بأعمالهم المتدنية. خاطبت المجموعات استوديوهات الأفلام بهذا الأمر، كما دعت الممثلين، وخاصة مشاهير الممثلين السود، للضغط على الاستوديوهات لتقديم المزيد من الأدوار الجوهرية وعلى الأقل عدم الالتزام بالأدوار النمطية. كما جادلوا بأن هذه الصور كانت تفتقر للعدل والدقة، وأن مثل هذه القوالب النمطية تجعل من الصعب على جميع السود، وليس فقط الممثلين، التغلب على العنصرية والنجاح في صناعة الترفيه، إلى جانب الفصل العنصري وغيره من أشكال التمييز. هاجم البعض ماكدانيال ووصفوها بأنها «العم توم» – وهو ما يطلقه السود على أي شخص مستعد للتقدم بنفسه من خلال الالتزام بالصور النمطية العنصرية أو كونه عميلا يقبل القيود العنصرية. وقد وصفت ماكدانيال هذه التحديات بأنها تحيز طبقي ضد عمال المنازل، وهو ادعاء يقبله كتاب الأعمدة البيض. وأوردت قائلة: «لماذا يجب عليّ أن أشتكي من جني 700 دولار في الأسبوع لألعب دور الخادمة؟ إذا لم أفعل، فسأجني 7 دولارات في الأسبوع وأنا ألعب دور الخادمة في الحقيقة».
وربما تعرضت ماكدانيال للانتقاد لأنها لم تكن مرتبطة باحتجاجات الحقوق المدنية على عكس عديد الفنانين السود الآخرين، وكانت غائبة عن الجهود المبذولة لإنشاء قاعدة تجارية لأفلام السود المستقلة. لم تنضم إلى نقابة ممثلي الزنوج الأمريكية حتى عام 1947، في أواخر مسيرتها المهنية. كما استأجرت خدمات أحد الوكلاء البيض القلائل الذين أداروا أعمال الممثلين السود في تلك الأيام، وهو وليام ميكلجون، لتتقدم في مسيرتها. تشير الأدلة إلى أن تجنبها للجدل السياسي كان متعمداً. عندما أرسلت الكاتبة هيدا هوبر لافتات ريتشارد نيكسون وطلبت من ماكدانيال توزيعها، رفضت الأخيرة ذلك قائلة أنها قرّرت منذ زمن طويل أن تبقى خارج السياسة. قالت: «بولا صديقة الجميع».  وأضافت أنه لا ينبغي انتقادها لقبولها العمل المعروض عليها ما دامت تكسب عيشها بأمانة. وقد ادعى نقادها، وخاصة والتر فرانسيس وايت من الجمعية الوطنية لتقدم الملونين، أنها وغيرها من الممثلين الذين وافقوا على تصوير القوالب النمطية لم يكونوا محايدين بل كانوا موافقين على قمع السود.
كانت ماكدانيال وغيرها من الممثلات والممثلين السود يخشون من أن مسيرتهم ستنتهي إذا شدّدت جمعية تقدم الملونين وغيرها من المنظمات من انتقاد هوليود. ألقت باللوم على هؤلاء النقاد على إعاقة مسيرتها المهنية وطلبت المساعدة من حلفاء سمعتهم مشكوك فيها. تحدثت هيدا هوبر مع ماكدانيال، زعمت أن متاعب ماكدانيال الوظيفية لم تكن نتيجة العنصرية بل كانت بسبب «شعب ماكدانيال».

## خدمة المجتمع

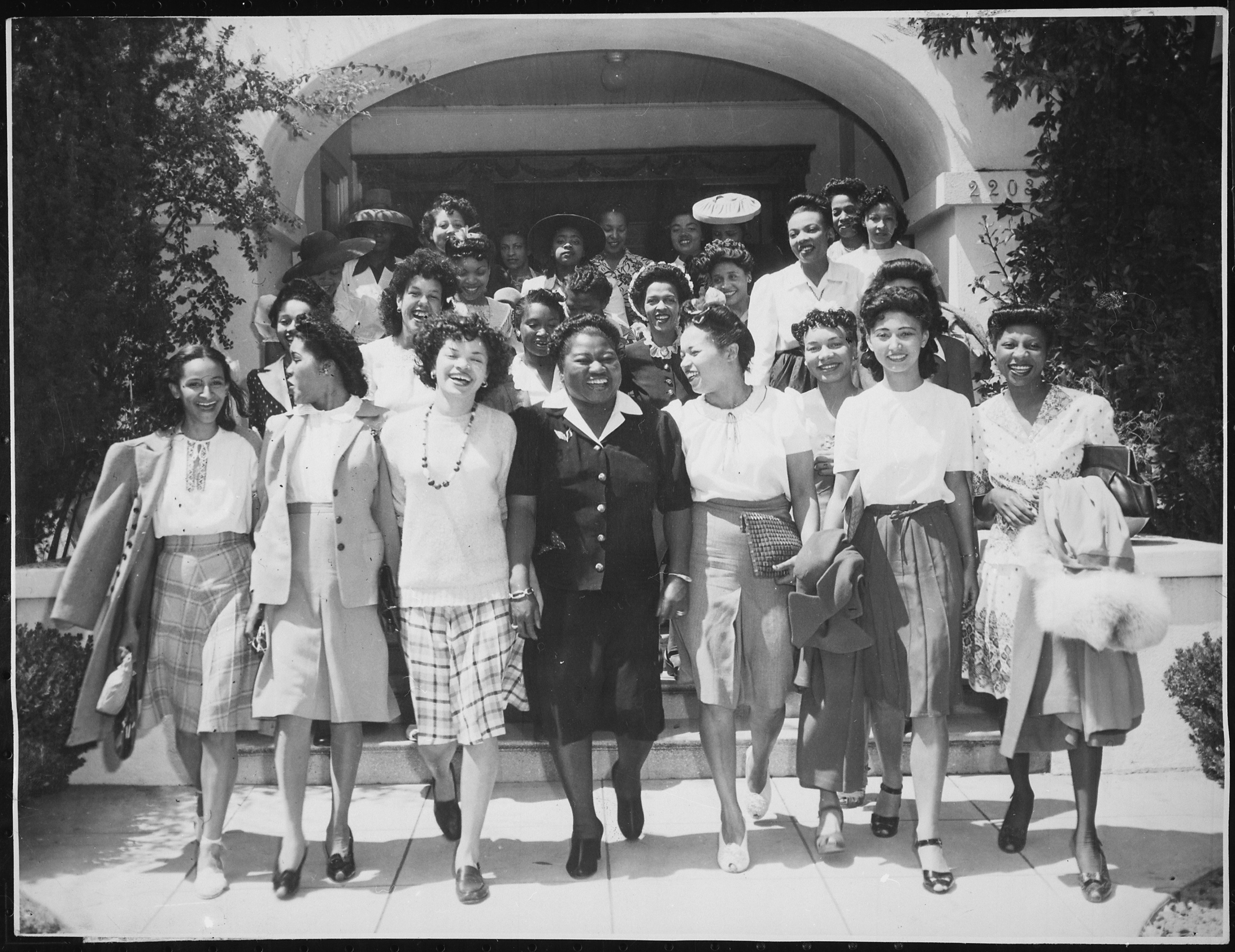
ماكدانيال تقود الفنانين والمضيفات إلى مينتر فيلد للغناء والرقص لجنود الحرب العالمية الثانية

شغلت ماكدانيال خلال الحرب العالمية الثانية منصب رئيس قسم الزنوج في لجنة النصر في هوليوود، حيث قدمت الترفيه للجنود في القواعد العسكرية. (تم فصل الجيش عرقيا ولم يُسمح للفنانين السود بالعمل في لجان الترفيه البيضاء). وقد استفادت من مساعدة صديقها، الممثل لي ويبر، وغيرهم من الفنانين السود في لجنتها. وظهرت بنفسها في المستشفيات العسكرية، وأقامت الحفلات، وغنت في معارض منظمات الخدمة المتحدة (USO) وجمعيات السندات الحربية لجمع الأموال لدعم الحرب نيابة عن لجنة النصر. كانت بيت ديفيس هي العضو الأبيض الوحيد في فرقة ماكدانيال التمثيلية التي تؤدي أمام الجنود السود. كما شاركت لينا هورن وإيثل ووترز. كانت ماكدانيال أيضا عضوة في الخدمات التطوعية للمرأة الأمريكية.
انضمت ماكدانيال إلى الممثل كلارنس ميوز، أحد الأعضاء السود الأوائل في نقابة ممثلي الشاشة، في بث إذاعي عبر شبكة تلفزيون إن بي سي لجمع التبرعات لبرامج الإغاثة التابعة للصليب الأحمر للأمريكيين الذين شردتهم الفيضانات المدمرة، وقد اكتسبت سمعة طيبة بسخائها وإقراضها المال للأصدقاء والغرباء على حد سواء.

## الزواج
تزوجت ماكدانيال من هوارد هيكمان وهي في سن الخامسة عشرة في 19 يناير 1911 في دنفر، كولورادو. توفي هيكمان في عام 1915.
وتوفى زوجها الثاني، جورج لانغفورد، بعد إصابته بطلق ناري في يناير 1925، بعد زواجهما بوقت قصير، في الوقت الذي كانت فيه مسيرتها في صعود.
تزوجت من بائع عقارات يدعى جيمس لويد كروفورد في 21 مارس 1941 في توسن، أريزونا. ذكر المؤرخ دونالد بوغل في كتابه "Bright Boulevards, Bold Dreams"، أن ماكدانيال ذكرت لكاتبة الأعمدة الشهيرة هيدا هوبر في عام 1945 أنها حامل. بدأت ماكدانيال بشراء ملابس الأطفال وبنت دار حضانة في منزلها. لكن خططها ضاعت عندما عانت من حمل كاذب ووقعت في حالة اكتئاب. لم تنجب ماكدانيال أي أطفال. تطلقت من كراوفورد في عام 1945، بعد أربع سنوات ونصف من الزواج. وقالت أن كروفورد كان يغار من نجاحها المهني، وهدد بقتلها في إحدى المرات.
تزوجت من لاري ويليامز، وهو مصمم ديكور داخلي، في 11 يونيو 1949 في يوما، أريزونا، لكنها تطلقت منه في عام 1950 بعد أن شهدت أن الأشهر الخمسة التي قضياها معا شابها «الجدل والعراك». وشهدت أن زوجها حاول إثارة الشقاق في طاقم برنامجها الإذاعي والتدخل في عملها. وقالت «لم أتجاوز الأمر، حتى أنني لم أستطع النوم. لم أتمكن من التركيز على الجمل».

## الوفاة

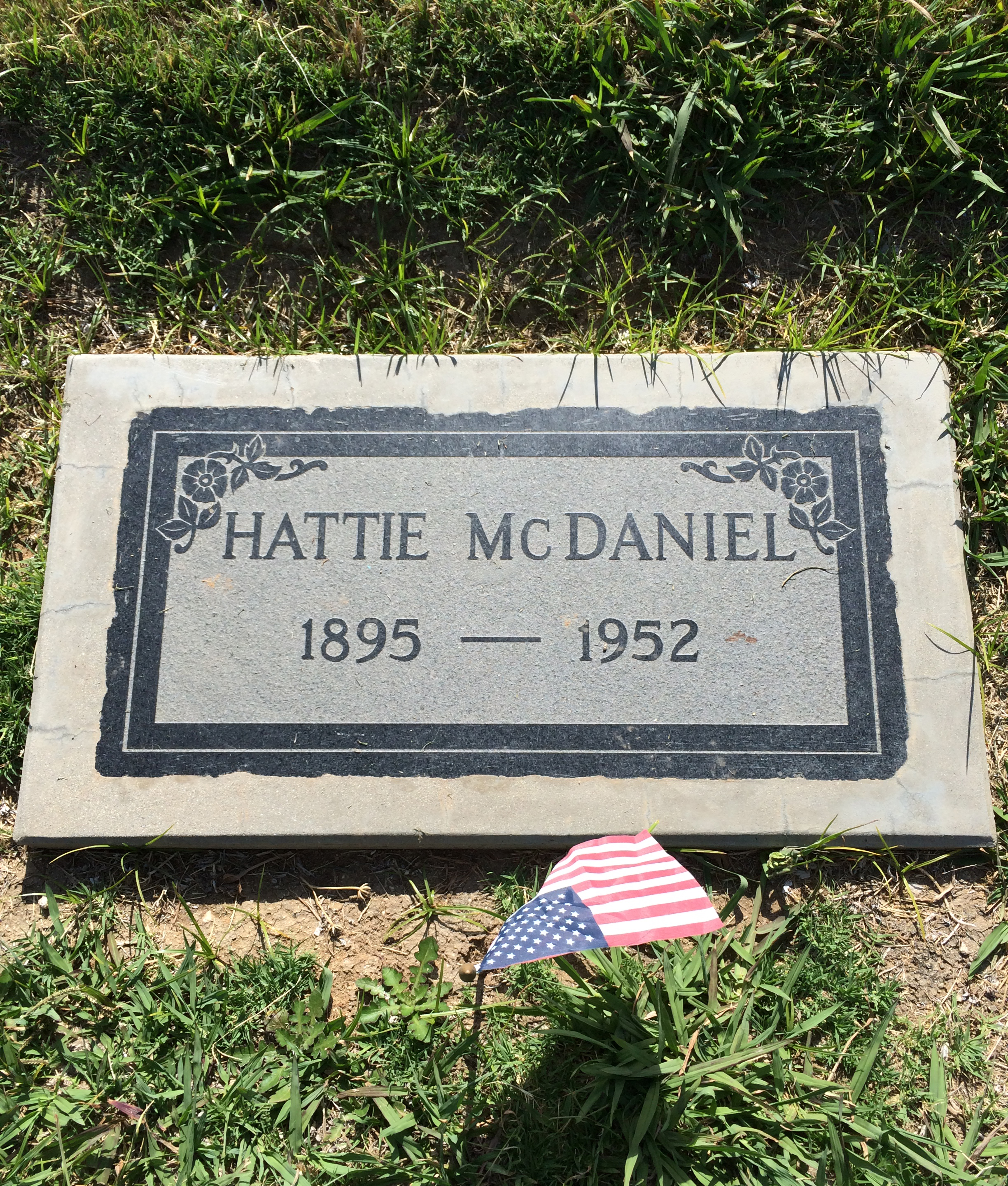
قبر ماكدانيال في مقبرة أنجلس روسدل

في أغسطس 1950، عانت ماكدانيال من مرض في القلب ودخلت مستشفى تيمبل في حالة شبه حرجة. وخرجت في أكتوبر لتتعافي في المنزل، وذكرت صحيفة يونايتد برس في 3 يناير 1951 أنها أظهرت «تحسنًا طفيفًا في شفائها من جلطة دماغية خفيفة».
توفيت ماكدانيال بسرطان الثدي في سن السابعة والخمسين في 26 أكتوبر 1952 في مستشفى موشن بيكتشر هاوس في وودلاند هيلز في كاليفورنيا. وعاش بعدها شقيقها سام ماكدانيال. خرج آلاف المعزين لتكريم بحياتها وإنجازاتها. كتبت ماكدانيال في وصيتها: «أريد تابوتا أبيض وكفنا أبيض، وأزهارا بيضاء في شعري وفي يدي، مع بطانية بيضاء من الغردينيا ووسادة من الورود الحمراء. وأود أيضا أن أدفن في مقبرة هوليوود»؛  مقبرة هوليوود في شارع سانتا مونيكا في هوليوود هي المكان الذي يرقد فيه نجوم السينما مثل دوغلاس فيربانكس ورودلف فالنتينو. ورفض مالك المقبرة في ذلك الوقت، جول روث، السماح بدفنها هناك، لأن المقبرة مارست الفصل العنصري ولم تقبل دفن السود. كان اختيارها الثاني هو مقبرة روزديل (المعروفة الآن باسم مقبرة أنجيلوس – روزديل) حيث ترقد اليوم.
في عام 1999، عرض تايلر كاسيدي، المالك الجديد لمقبرة هوليوود (التي أعيد تسميتها باسم مقبرة هوليوود فوريفر)، إعادة دفن ماكدانيال هناك. لم ترغب عائلتها بتحريك رفاتها ورفضت العرض. وبدلاً من ذلك، بنت مقبرة هوليوود فوريفر قبرا أجوف كبيرا على العشب يطل على البحيرة. وهي أكثر مناطق الجذب السياحي في هوليوود.
تركت وصية ماكدانيال الأخيرة في ديسمبر 1951 جائزة الأوسكار الخاصة بها إلى جامعة هوارد، حيث تم تكريمها من قبل الطلاب بمأدبة غداء بعد فوزها بالجائزة. ورغم أن ماكدانيال كانت تجني دخلًا ممتازًا في التمثيل، إلا أن ثمن تركتها بعد موتها لم يتجاوز 10,000 دولار. زعمت مصلحة الضرائب أن التركة كانت تدين بأكثر من 11,000 دولار في شكل ضرائب. وفي النهاية، أمرت محكمة الوصايا ببيع جميع ممتلكاتها لسداد الديون، بما في ذلك جائزة الأوسكار. وبعد سنوات، وصل الأوسكار إلى جامعة هوارد حيث أوصت ماكدانيال، حيث ذكرت التقارير أنه تم عرضها في خزانة زجاجية في قسم الدراما بالجامعة.

## مكان جائزة أوسكار ماكدانيال
لا يعرف مكان جائزة الأوسكار التي ربحتها ماكدانيال حاليا. في عام 1992، ذكرت مجلة جيت أن جامعة هوارد أضاعتها وزعمت أنها اختفت خلال الاحتجاجات في الستينات. في عام 1998، ذكرت جامعة هوارد أنها لم تعثر على أي سجل مكتوب بأن الجائزة وصلت إليها. في عام 2007، كرر مقال نشر في صحيفة هافينغتون بوست الشائعات بأن الجائزة أُلقيت في نهر بوتوماك من قبل محتجين غاضبين أيام احتجاجات الحقوق المدنية في الستينيات. ثم كررت هذه القصة في هافينغتون بوست تحت نفس العنوان الجانبي في عام 2009.
في عام 2010، فازت مونيك بجائزة الأوسكار لأفضل ممثلة مساعدة، وارتدت زيا أزرق وزهر الغردينيا في شعرها مثل ماكدانيال في حفل عام 1940، في خطاب قبولها قامت مونيك بشكر ماكدانيال «على تحمل كل ما عانته كيلا أعاني أنا من شيء». فأعاد خطابها الاهتمام بمكان لوحة ماكدانيال. في عام 2011، أفاد فريدوم دولاك في صحيفة واشنطن بوست بأن اللوحة قد اختفت في الستينات.
في نوفمبر 2011، نشرت و. ب. كارتر، من كلية الحقوق بجامعة جورج واشنطن، نتائج تحقيقاتها لمدة عام ونصف في مصير الجائزة. رفضت كارتر المزاعم بأن الطلاب قد سرقوا الأوسكار (وألقوا به في نهر بوتوماك) وقالت أنها حكاية تم تداولها وبنيت على الصور النمطية القديمة عن السود.  شككت كارتر بمصادر قصص هافينغتون بوست. وجادلت باحتمال أن الأوسكار عاد إلى مجموعة مسرح تشانينج بولاك في جامعة هوارد بين ربيع عام 1971 وصيف عام 1973 أو ربما تم تخزينه في قسم الدراما في ذلك الوقت.  وقالت أن السبب وراء إزالته لم يكن اضطرابات الحقوق المدنية بل لإفساح المجال لجيل جديد من الفنانين السود.  وقالت أن اللوم في اختفاء الأوسكار أو أي أوراق حول مصيره يقع على عدم ملاءمة ظروف التخزين أو حفظ السجلات في زمن الاضطرابات المالية أو الوطنية. وقالت أيضًا أن الجيل الجديد من رعاة المخازن لم يدركوا الأهمية التاريخية للوحة.

## الإرث والتكريم

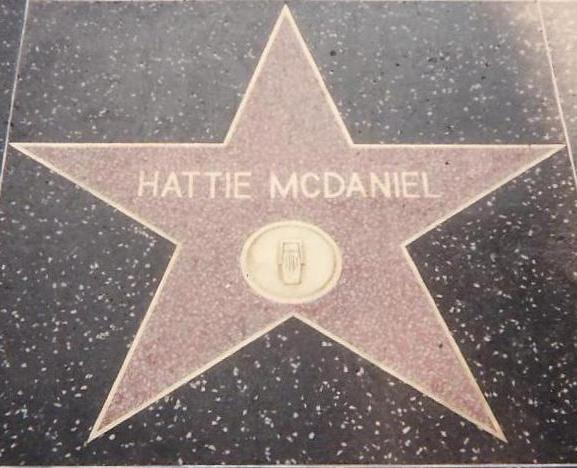
نجمة ماكدانيال على ممشى المشاهير في هوليوود لمساهماتها في الراديو في 6933 هوليوود بوليفارد.

لدى ماكدانيال نجمتان في ممشى المشاهير في هوليوود: واحدة في 6933 هوليوود بوليفارد لمساهماتها في الراديو وواحدة في 1719 فاين ستريت للصور المتحركة. في عام 1975، تم إدخالها بعد وفاتها إلى قاعة مشاهير الأفلام السود. وأصبحت أول فائزة سوداء بجائزة الأوسكار يتم تكريمها بطابع بريد في الولايات المتحدة في عام 2006.
في عام 1994، قامت الممثلة والمغنية كارلا بيرنز بإطلاق برنامجها الموسيقي «هاي-هات-هاتي» (تأليف لاري بار) حول حياة ماكدانيال. استمرت بيرنز بتأدية دورها في العديد من المدن الأخرى خلال عام 2002، بما في ذلك خارج برودواي ومسرح لونغ بيتش بلايهاوس ستوديو في كاليفورنيا.
في عام 2002، تم الاحتفال بتراث ماكدانيال في فيلم «ما بعد تارا، الحياة الاستثنائية لهاتي ماكدانيال» (2001) على أميريكان موفي كلاسيكس، من إنتاج وإخراج ماديسون لاسي وتقديم ووبي غولدبرغ. ويصوَّر هذا العرض الخاص من ساعة واحدة معاناة ماكدانيال وانتصاراتها أمام العنصرية والشدائد. فاز الفيلم بجائزة إيمي للبرامج النهارية 2001-2002، التي قدمت في 17 مايو 2002.
كان ماكدانيال هي المدخلة التاسعة والعشرين في سلسلة «الإرث الأسود» من خدمة بريد الولايات المتحدة. تم إصدار طابعها بقيمة 39 سنت في 29 يناير 2006، حيث ظهرت بها صورة فوتوغرافية لماكدانيال في عام 1941 وهي تلبس الثوب الذي ارتدته لقبول جائزة الأوسكار في عام 1940. أقيم الاحتفال في مكتبة مارغريت هيريك التابعة لأكاديمية الفنون والعلوم السينمائية، حيث تضم مجموعة هاتي ماكدانيال صور فوتوغرافية لها وأفراد آخرين من أسرتها، بالإضافة إلى نصوص ووثائق أخرى. 
في عام 2004 نشرت ريتا دوف، أول شاعرة أميركية من أصل إفريقي، قصيدة «هاتي مكدانيل تصل إلى كوكونت جروف» في ذا نيويوركر  ومنذ ذلك الحين قدمتها بشكل متكرر خلال قراءاتها الشعرية وكذلك على موقع يوتيوب. 
ألف مغني الراب الأمريكي ناز أغنية عن ماكدانيال بعنوان "Blunt Ashes" من ألبومه التسجيلي الثامن Hip Hop Is Dead الذي صدر في 15 ديسمبر 2006.
تم الاحتفال بـ«يوم هاتي ماكدانيال» في 16 أغسطس 2011 من قبل محطة إذاعة GLBT الوطنية (Sirius XM) في برنامج فرانك ديكارو.
كيفن جون غوف، حفيد أخ ماكدانيال، يؤلف حاليًا مجموعة من المسلسلات عن حياتها.